# Gefährliche Lehrerin
Gefährliche Lehrerin (Originaltitel: Dirty Teacher) ist ein US-amerikanischer Fernsehfilm aus dem Jahr 2013. Die Premiere auf dem US-Fernsehsender Lifetime fand am 30. März 2013 statt. Die Deutsche Erstausstrahlung fand am 27. November 2013 auf Sky Cinema statt.

## Handlung
Die neu an die Schule gekommene Lehrerin Molly Matson verliebt sich in ihren Schüler Danny. Dieser ist jedoch mit seiner Mitschülerin Jamie Hall zusammen. Jedoch gelingt es Molly, Danny zu verführen und sie haben einige Male miteinander Sex. Als sie von Jamie erwischt werden, trennt sich Danny von Molly. Diese kann dies nicht verkraften und konfrontiert Danny damit. Die Situation eskaliert und Molly überfährt Danny. Nachdem sie sichergestellt hat, dass er tot ist, schiebt sie Jamie die Tat unter. Jamie wird wegen Mordes verhaftet. Sie kann die Polizei davon überzeugen, dass sie unschuldig ist. Sie stellt ihre Lehrerin zur Rede. Es kommt zu einem Kampf, nach dem Molly von der Polizei verhaftet und wegen Mordes an Danny verurteilt wird.

## Synchronisation
In der deutschsprachigen Synchronisation kamen diese Sprecher zum Einsatz:
| Darsteller             | Sprecher           | Rolle              |
| ---------------------- | ------------------ | ------------------ |
| Josie Davis            | Ulrike Stürzbecher | Molly Matson       |
| Cameron Deane Stewart  | David Turba        | Danny Campbell     |
| Kelcie Stranahan       | Luisa Wietzorek    | Jamie Hall         |
| Darlene Vogel          | Katrin Zimmermann  | Lauren Hall        |
| Brett Stimely          | Erich Räuker       | Brad Campbell      |
| Jessica Tomé           | Uschi Hugo         | Carla              |
| Brennan Elliott        | Boris Tessmann     | Detective Allen    |
| Lesli Kay              | Anke Reitzenstein  | Detective Peters   |
| Saundra McClain        | Martina Treger     | Direktorin Jankins |
| Morgan Rusler          | Frank Röth         | Don Collin         |
| Roberto 'Sanz' Sanchez | Dennis Schmidt-Foß | Gino Cabrerra      |
| René Ashton            | Katharina Koschny  | Gwen Campbell      |
| Sarah Oh               | Esra Vural         | Heather            |
| Tessa Miller           | Vivien Gilbert     | Molly (jung)       |
| Tamara Clatterbuck     | Heide Domanowski   | Molly’s Mutter     |
| Michelle Cuneo         | Silke Matthias     | Mrs. Cohen         |
| Marc Raducci           | Detlef Bierstedt   | Steven Hall        |
| Connor Weil            | Konrad Bösherz     | Trent              |